# Parti communiste de l'Union soviétique
Le Parti communiste de l'Union soviétique (PCUS) (en russe : Коммунисти́ческая па́ртия Сове́тского Сою́за (Kommunistítcheskaïa pártiïa Soviétskogo Soyoúza) ou КПСС) était un parti politique d’extrême gauche, de tendance marxiste-léniniste, unique parti autorisé et au pouvoir dans l'Union des républiques socialistes soviétiques (URSS) entre 1925 et 1990[réf. nécessaire].

## Histoire

### Avant la Révolution
En mars 1898 à Minsk, un congrès qui rassemble neuf délégués issus d'« Unions de lutte » de plusieurs villes de l'Empire russe (Pétersbourg, Moscou, Kiev, Iekaterinoslav) ainsi que du Bund fonde le Parti ouvrier social-démocrate de Russie (POSDR). Vladimir Oulianov, futur Lénine, alors en exil à Chouchenskoié en Sibérie, ne peut assister à la réunion fondatrice. Le comité central élu lors du congrès est rapidement arrêté. Cette réunion est considérée comme le « premier congrès » du Parti.
En 1903, le congrès se tient d'abord à Bruxelles, puis doit déménager à Londres, à la suite de pressions diplomatiques russes : c'est pourquoi il est appelé le « congrès de Bruxelles-Londres ». Le parti se divise entre bolcheviks (c’est-à-dire « majoritaires »), partisans de l'action violente, et mencheviks (« minoritaires »), plus modérés ; le désaccord ira croissant et le clivage s'accentue jusqu'à la Révolution. En janvier 1912, le parti bolchevik se constitue en « Parti ouvrier social-démocrate (bolchevik) de Russie ».
Au cours de la révolution russe, le parti bolchevique prend le pouvoir politique lors de l’insurrection du 7 novembre 1917. Il prend le nom de « Parti communiste (bolchevik) de Russie » en mars 1918. Le droit de fraction est interdit en 1921 à la suite de la guerre civile, ce qui met fin à la relative démocratie qui régnait jusqu’alors au Politburo. Toutefois, des courants minoritaires continuent à exister (Opposition de gauche de Léon Trotski, etc.) mais leurs militants sont progressivement exclus et réprimés.

### Union soviétique
L'Union soviétique est proclamée le 30 décembre 1922. En 1923, le parti devient officiellement le seul parti légal, dont le rôle est, aux yeux de Lénine, de « contrôler la création du socialisme ». Il devient le « Parti communiste (bolchevik) de l’URSS » en décembre 1925, et enfin le PCUS en octobre 1952. Le PCUS détenait l'ensemble du pouvoir économique et exerçait une dictature de parti unique, jusqu'à l'autorisation des partis politiques en 1989.
De 1921 à 1932, le revenu des communistes était limité à un maximum, sous le nom de partmaximum.
Le média principal du PCUS était la Pravda. La jeunesse communiste était organisée dans le Komsomol.
En août 1991, le Comité d'État pour l'état d'urgence (Государственный Комитет по Чрезвычайному Положению, ГКЧП, prononcé « GuéKaTchéPé »), un comité composé de certains hauts fonctionnaires du Parti, des chefs de l'Armée, du KGB et du ministère de l'Intérieur, tente et manque un coup d’État contre le président de l’URSS Mikhaïl Gorbatchev. Celui-ci quitte alors la direction du parti. Quelques jours après, par décret du président russe Boris Eltsine, le PCUS est dissous et interdit.

### Russie postsoviétique
Après la dissolution du PCUS, les différents partis communistes qui existaient dans 14 des 15 républiques socialistes soviétiques se transforment, pour la plupart, en partis socialistes ou sociaux-démocrates (ceux des anciens membres qui n'adhérèrent pas à cette évolution créèrent des partis fidèles à l'idéologie communiste), tandis que les communistes russes se sont regroupés au sein du Parti communiste de la fédération de Russie qui se considère comme héritier du PCUS.
Depuis 1993, les anciens partis issus du PCUS, ou qui s'en réclament, constituent une organisation supranationale baptisée l'Union des partis communistes - Parti communiste de l'Union soviétique.

## Dénominations du parti
Durant son histoire le PCUS prend plusieurs dénominations successives. Les dénominations en russe sont transcrites en alphabet cyrillique et en alphabet latin. Elles sont les suivantes :
- Parti ouvrier social-démocrate de Russie (bolchevik), POSDR(b), 1903-1918

Росси́йская Социа́л-Демократи́ческая Рабо́чая Па́ртия (большевико́в), РСДРП(б)
Rossiiskaïa Sotsial-demokrastitcheskaïa Rabotchaïa Partiia (bol'chevikov), RSDRP(b)
- Parti communiste de Russie (bolchevik), PCR(b), 1918-1925

Росси́йская коммунисти́ческая па́ртия (большевико́в), PKП(б)
Rossiiskaïa Kommounistitcheskaïa Partiia (bol'chevikov), RKP(b)
- Parti communiste pansoviétique (bolchevik), PCP(b), 1925-1952

Всесоюзная коммунистическая партия (большевико́в), ВКП(б)
Vsesoiouznaïa Kommounistitcheskaïa Partiia (bol'chevikov), VKP(b)
- Parti communiste de l'Union soviétique, PCUS, 1952-1991

Коммунисти́ческая Па́ртия Сове́тского Сою́за, КПСС
Kommounistitcheskaïa Partiia Sovetskogo Soiouza, KPSS

## Organisation
À la base, les membres du parti étaient regroupés au sein de leurs lieux de travail (usine, kolkhoze, administration, établissement d'enseignement, etc.) ou de leurs lieux de résidences (village ou immeuble collectif), dans des organisations primaires dont le nombre était de 414 000 au 1er janvier 1981, et qui nécessitaient un minimum de trois membres actifs pour être constituées. Ces organisations de base, dont la structure interne variait en fonction de ses effectifs, avaient pour missions le recrutement de futurs membres, l'organisation de la propagande et l'agitation de masse, ainsi que le contrôle des administrations locales. L'organe exécutif (comité ou bureau) était élu chaque année à la réunion du compte rendu qui clôturait les activités de l'année passée et se constituait d'un secrétaire assisté de secrétaires adjoints.
Au-dessus de ces organisations de base, le parti était organisé dans des cadres territoriaux : ville, arrondissement, région (oblast), république socialiste soviétique. L'existence de différents partis communistes au sein de chacune des Républiques fédérées (hormis le RSFS de Russie qui ne possédait pas de parti propre, ses membres étant directement affiliés au PCUS) donnait au parti une structure de type fédérale.
Au sommet de cette pyramide, les structures étaient supervisées par des organes de décision qui étaient (en 1989) :
Congrès du PCUS
Le rassemblement des délégués du Parti se tient tous les cinq ans à la fin de la période. Officiellement, c'est l’instance suprême du Parti.
Comité central du PCUS
Institution centrale dirigeante du Parti entre chaque congrès. Il conduit la politique quotidienne du parti et du gouvernement. Du Comité central émanent le Politburo et le Secrétariat, organes dirigeants.
Politburo du Comité central du PCUS
Le Bureau politique — ou Politburo — du Comité central est le centre exécutif du PCUS.
Secrétariat du Comité central du PCUS
Institution de direction du Comité central. Il est présidé par le Secrétaire général ou le Premier secrétaire. Sous Joseph Staline, le Secrétariat est devenu un organe décisionnel.

## Dirigeants du PCUS

### Secrétariat
| Nom                                             | Début du mandat  | Fin du mandat    | Fonction |  |
| ----------------------------------------------- | ---------------- | ---------------- | --- |  |
| Vladimir Ilitch Oulianov « Lénine »             | 26 octobre 1917  | 3 avril 1922     | Président du Conseil des Commissaires du Peuple (Sovnarkom), dirigeant informel des bolcheviks, jusqu’à la création du poste de secrétaire général du parti |  |
| Joseph Vissarionovitch Djougachvili « Staline » | 3 avril 1922     | 16 octobre 1952  | Secrétaire général |  |
| Gueorgui Malenkov                               | 5 mars 1953      | 14 mars 1953     | Secrétaire, par intérim |  |
| Nikita Khrouchtchev                             | 14 mars 1953     | 14 octobre 1964  | Secrétaire, par intérim, jusqu’au 13 septembre 1953, puis premier secrétaire                                                                                |  |
| Léonid Brejnev                                  | 14 octobre 1964  | 10 novembre 1982 | Premier secrétaire jusqu’au 29 mars 1966, puis secrétaire général à partir du 8 avril 1966                                                                  |  |
| Iouri Andropov                                  | 12 novembre 1982 | 9 février 1984   | Secrétaire général |  |
| Konstantin Tchernenko                           | 13 février 1984  | 10 mars 1985     | Secrétaire général |  |
| Mikhaïl Gorbatchev                              | 11 mars 1985     | 24 août 1991     | Secrétaire général |  |
| Volodymyr Ivachko                               | 24 août 1991     | 29 août 1991     | Secrétaire, par intérim |  |

### Politburo
Le Politburo est mis en place en novembre 1917 : c'est cette instance (de cinq membres titulaires dans les premières années) qui dirige le parti, et donc l'État russe. Les premiers titulaires sont Lénine, Kamenev, Trotski, Staline et Krestinsky. Aucun membre des fractions oppositionnelles du parti (Opposition ouvrière, Groupe du centralisme démocratique (Timofeï Sapronov), Groupe ouvrier de Gabriel Miasnikov) n'a été membre de cette instance. Après la mort de Lénine, les opposants à Staline en sont progressivement exclus : Kamenev en 1925, puis Trotski et Zinoviev en 1926.
En 1953, 19 de ses 33 membres entrés en fonction jusqu'en 1949 étaient morts dans des circonstances non naturelles. Le premier bureau politique comportait huit membres (cinq titulaires et trois suppléants), seuls deux sont décédés de mort naturelle et en liberté, les six autres ayant été tués par le régime stalinien :
- Vladimir Ilitch Lénine : octobre 1917 - 21 janvier 1924 (mort naturelle)
- Lev Kamenev : octobre 1917 - décembre 1925 (exécuté en 1936)
- Nikolaï Krestinski : octobre 1917 - 22 mars 1921 (exécuté en 1938)
- Joseph Staline : octobre 1917 - 5 mars 1953 (mort naturelle)
- Léon Trotski : octobre 1917 - 23 octobre 1926 (assassiné en 1940)
- Grigori Zinoviev : oct 1917 - 23 juillet 1926 (exécuté en 1936)
- Andreï Boubnov : oct 1917 - 1919 (exécuté en 1940)
- Grigori Sokolnikov : oct 1917 - 1919 (mort en prison en 1939)

## Congrès du PCUS
La numérotation débute après les six premiers congrès du POSDR de 1898 à 1907.
| Num. | Date                                        | Lieu                   |
| ---- | ------------------------------------------- | ---------------------- |
| 6e   | 26 juillet [8 août] 1917 - 3 [16] août 1917 | Moscou, Empire russe   |
| 7e   | 6 mars 1918 - 8 mars 1918                   | Moscou, RSFS de Russie |
| 8e   | 18 mars 1919 - 23 mars 1919                 | Moscou, RSFS de Russie |
| 9e   | 29 mars 1920 - 5 avril 1920                 | Moscou, RSFS de Russie |
| 10e  | 8 mars 1921 - 16 mars 1921                  | Moscou, RSFS de Russie |
| 11e  | 27 mars 1922 - 2 avril 1922                 | Moscou, RSFS de Russie |
| 12e  | 17 avril 1923 - 25 avril 1923               | Moscou, URSS           |
| 13e  | 23 mai 1924 - 31 mai 1924                   | Moscou, URSS           |
| 14e  | 18 décembre 1925 - 31 décembre 1925         | Moscou, URSS           |
| 15e  | 2 décembre 1927 - 19 décembre 1927          | Moscou, URSS           |
| 16e  | 26 juin 1930 - 13 juillet 1930              | Moscou, URSS           |
| 17e  | 26 janvier 1934 - 10 février 1934           | Moscou, URSS           |
| 18e  | 10 mars 1939 - 21 mars 1939                 | Moscou, URSS           |
| 19e  | 5 octobre 1952 - 14 octobre 1952            | Moscou, URSS           |
| 20e  | 14 février 1956 - 25 février 1956           | Moscou, URSS           |
| 21e  | 27 janvier 1959 - 5 février 1959            | Moscou, URSS           |
| 22e  | 17 octobre 1961 - 31 octobre 1961           | Moscou, URSS           |
| 23e  | 29 mars 1966 - 8 avril 1966                 | Moscou, URSS           |
| 24e  | 30 mars 1971 - 9 avril 1971                 | Moscou, URSS           |
| 25e  | 24 février 1976 - 5 mars 1976               | Moscou, URSS           |
| 26e  | 23 février 1981 - 3 mars 1981               | Moscou, URSS           |
| 27e  | 25 février 1986 - 6 mars 1986               | Moscou, URSS           |
| 28e  | 2 juillet 1990 - 13 juillet 1990            | Moscou, URSS           |

## Membres du Parti

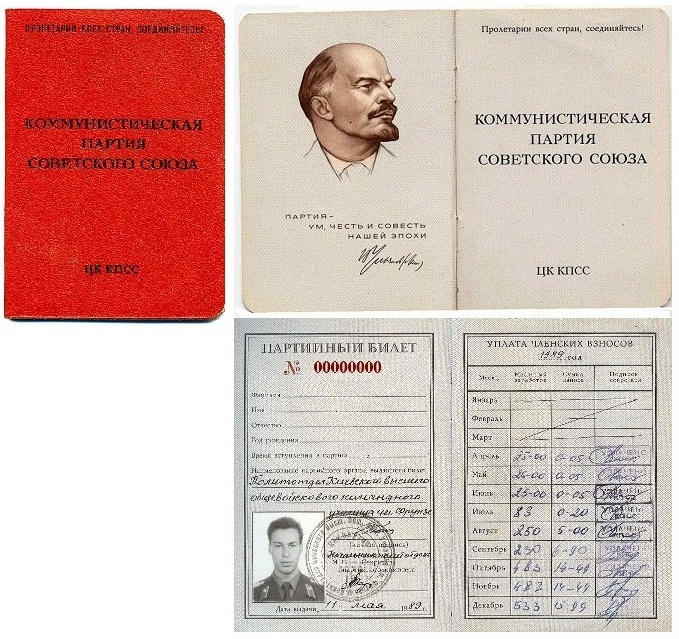
Carte de membre du PCUS en 1989.

Les procédures d'adhésion au parti sont fixées lors du 23e congrès en 1966. Ainsi, un candidat à l'affiliation devait avoir 18 ans révolus et présenter les recommandations de trois membres actifs du parti qui devaient eux-mêmes être affiliés depuis au moins cinq ans et connaître le candidat depuis au moins un an dans le cadre d'une activité sociale ou professionnelle commune. De plus, les candidats de moins de 23 ans ne pouvaient adhérer au parti que par l'intermédiaire du Komsomol (l'organisation de la jeunesse communiste) en présentant une recommandation du Comité d'arrondissement ou de ville de l'organisation. Après un « stage » d'une année, l'admission du candidat en tant que membre à part entière du parti se décidait en assemblée plénière de l'organisation de base (la « cellule »), à la majorité des deux tiers des membres présents et entrait en vigueur après ratification par le Comité d'arrondissement ou de la ville du parti. L'adhésion se faisait nécessairement à titre individuel. Cette période de stage permettait au candidat de prendre connaissance des programmes et des statuts du parti.
Tout manquement à la discipline et à la morale au sein du parti était puni par une échelle de sanctions allant du simple « avertissement » au « blâme sévère avec inscription sur la fiche de contrôle de l'adhérent », en passant par le « blâme » et le « blâme sévère ».

## Effectifs du parti (1919-1991)
| Année | Nombre de membres |
| ----- | ----------------- |
| 1919  | 150 000           |
| 1920  | 611 000           |
| 1926  | 1 080 000         |
| 1930  | 1 600 000         |
| 1933  | 3 500 000         |
| 1935  | 1 900 000         |
| 1937  | 2 300 000         |
| 1939  | 1 900 000         |
| 1940  | 3 400 000         |
| 1945  | 5 760 000         |
| 1965  | 11 700 000        |
| 1986  | 19 000 000        |